# Ophiomyxa serpentaria
Ophiomyxa serpentaria är en ormstjärneart som beskrevs av George Richard Lyman 1883. Ophiomyxa serpentaria ingår i släktet Ophiomyxa och familjen skinnormstjärnor. Inga underarter finns listade i Catalogue of Life.